# Adrian Moorhouse
Adrian Moorhouse, född 24 maj 1964 i Bradford, är en brittisk före detta simmare.
Moorhouse blev olympisk guldmedaljör på 100 meter bröstsim vid sommarspelen 1988 i Seoul.